# Omegle
Omegle ([oʊˈmɛɡəl]) byla internetová chatovací stránka, která umožňovala lidem chatovat a sblížit se s ostatními, aniž by se registrovali. Stránka náhodně spárovala pár uživatelů, kde pak používala slova „You“ a „Stranger“, nebo v případě Spy módu „Stranger 1“ a „Stranger 2“. Stránku vytvořil 18letý Leif K. Brooks a veřejnosti byla zpřístupněna 25. března 2009. Po necelém měsíci dosáhlo Omegle kolem 150 tisíc návštěv za den a později zavedlo i videochat. 8. listopadu 2023 byla stránka zrušena.

## Vlastnosti
Omegle nejprve nabízelo pouze náhodně spárovaným uživatelům textový chat. V roce 2010, stránka zavedla videochat, který pároval uživatele s webkamerou a mikrofonem. Tento videochat měl také textovací okénko. V roce 2011 byl zaveden nový mód –⁠⁠⁠⁠⁠⁠ Spy. V tomto módu, též známém jako dotazovací mód, měli uživatelé dvě možnosti, a to buď být takzvaný „špion“ a položit uživatelům otázku nebo o ní diskutovat s jiným uživatelem. Uživatel v roli špiona zadal otázku a mohl pozorovat diskuzi, ale nemohl do diskuze zasahovat jiným způsobem než ukončit, aniž by se diskutující shodli na jejím ukončení. Pokud si uživatel vybral diskutování otázky, byl spárován s jiným uživatelem a odpovídal do té doby, než byla celá diskuze zrušena.
V roce 2012, Omegle přidalo novou možnost do textového a video módu, a to možnost přidání zájmů. Přidání zájmů mělo za účel spárovat uživatele se společnými zájmy. Pokud se tento uživatel nenašel, byl uživatel spárován s náhodným uživatelem. V roce 2013 byla nemonitorovaná verze videochatu otevřena každému kdo byl starší 13 let.
Video sekce se sexuálním podtextem byla povolena osobám starším 18 let. V roce 2014, Omegle začalo experimentovat s „Dorm Chatem“, který umožnil uživatelům uvést e-mailovou adresu končící na .edu jako ověření, že jsou spojení s kolejí či univerzitou. Tento chat umožňoval uživatelům chatovat se spolužáky nebo kolegy. V roce 2015 stránka začala využívat Captcha zabezpečení, aby snížila počet botů na stránce.

## Kontroverze
Před rokem 2013 stránka nijak necenzurovala příspěvky pomocí filtru vulgárních slov a uživatelé tak mohli narazit na nahotu a sexuální obsah. V lednu 2013 Omegle zavedlo monitorovanou verzi videochatu, která měla omezit nevhodné chování a snížit možnost, že lidé mladší 18 let narazí na potenciálně nevhodný obsah. Toto monitorování bylo však pouze částečně účinné. K. Brooks potvrdil sporný obsah, zároveň vyjádřil zklamání, jakým způsobem byla stránka využívána. Mimo této cenzurované verze videochatu Omegle nadále poskytoval i videochat nemonitorovaný.
Původně mohli webové stránky používat třináctiletí se souhlasem rodičů nebo zákonných zástupců. Mnoho místních a státních orgánů činných v trestním řízení varovalo před rostoucím sexuálním zneužíváním nezletilých, když popularita Omegle během pandemie covidu-19 prudce vzrostla, zejména u teenagerů.

## Zrušení stránky
Dne 8. listopadu 2023 byla stránka jejím tvůrcem ukončena. Toto rozhodnutí je podle tvůrce důsledkem častých útoků na tuto službu. Tyto sextingové útoky byly cíleny zvlášť na mladší uživatele, a na ženy, boti častokrát propagovali explicitní obsahy na jiných platformách jako např. OnlyFans, či Telegram.